# Manuel Felipe Díaz Sánchez
Manuel Felipe Díaz Sánchez (ur. 5 maja 1955 w Araure) – wenezuelski duchowny katolicki, arcybiskup Calabozo od 2008.

## Życiorys
Ukończył studia z filozoficzno-teologiczne w seminarium w Caracas. Otrzymał tytuł magistra teologii na Papieskim Uniwersytecie Javeriana w Bogocie oraz tytuł licencjata prawa kanonicznego na rzymskim Papieskim Uniwersytecie Gregoriańskim.
14 lipca 1979 otrzymał święcenia kapłańskie i został inkardynowany do archidiecezji Barquisimeto. Był m.in. wikariuszem sądowym archidiecezji i profesorem prawa kanonicznego w miejscowym seminarium.

### Episkopat
27 lutego 1997 został mianowany biskupem pomocniczym archidiecezji Cumaná ze stolicą tytularną Sitifis. Sakry biskupiej udzielił mu 24 maja 1997 ówczesny arcybiskup Cumany - Alfredo José Rodríguez Figueroa.
4 kwietnia 2000 został mianowany biskupem ordynariuszem diecezji Carúpano.
10 grudnia 2008 papież Benedykt XVI mianował go arcybiskupem metropolitą Calabozo.